# أيوب كلانتري
أيوب كلانتري (بالفارسية: ایوب کلانتری) هو لاعب كرة قدم إيراني في مركز الوسط، ولد في 27 نوفمبر 1990 في شيراز في إيران. لعب مع نادي تراكتور سازي ونادي صبا قم ونادي غسترش فولاد ونادي فجر شهيد سباسي ونادي فولاد خوزستان.